# Opération Ivy Bells
L'opération Ivy Bells (en anglais : Operation Ivy Bells) est une mission conjointe de l'United States Navy, de la Central Intelligence Agency (CIA) et de la National Security Agency (NSA) dont l'objectif était de placer des dispositifs d'écoute sur les câbles sous-marins de communication soviétiques par le sous-marin USS Halibut (SSGN-587), pendant la guerre froide, notamment en mer d'Okhotsk. Elle a commencé dans les années 1970 et a duré une dizaine d'années. Elle était contraire au droit international et se déroulait dans la zone de souveraineté de l'Union Soviétique. Cette opération a été révélée par Ronald Pelton (en), un employé de la NSA approché par les Russes. Il est arrêté en 1986 et passé trente ans en prison pour cela.